# Julien François
Pour les articles homonymes, voir François.
Julien François est un footballeur français né le 21 septembre 1979 à Metz. Il dispose d'un gabarit imposant (1,92 m 78 kg). Il évoluait au poste de milieu défensif et s'est reconverti en tant qu'entraîneur.

## Carrière de joueur

### FC Metz (1999-2002)
Formé au FC Metz, Julien François ne parvient pas à s’y imposer et ne joue aucun match avec le club lorrain durant deux saisons, il est prêté lors de la saison 2000-2001 au Gazélec Ajaccio, alors en National.

### Grenoble Foot 38 (2002-2006)
Il quitte le FC Metz pour le Grenoble Foot 38, en Ligue 2. Il joue son premier match avec son nouveau club lors de la saison 2002-2003 à la 7ème journée face au SM Caen en entrant à la 72ème minute. Il inscrit son premier but avec Grenoble et donc par la même occasion son premier but en professionnel lors de la journée suivante face à l'AS Nancy-Lorraine, ce qui permet à son club d'obtenir 1 point de son déplacement au stade Marcel-Picot de Nancy. Il joue quatre saisons au club et devient capitaine de l'équipe et est régulièrement cité parmi les meilleurs joueurs de la division.

### Retour au FC Metz (2006-2009)
À l'été 2006, le FC Metz, fraîchement relégué en Ligue 2, le sollicite. Il retrouve alors sa ville de naissance, laissant un très bon souvenir de son passage au Grenoble Foot 38. Il est directement titulaire lors de la première journée de Ligue 2 2006-2007 face au FC Gueugnon aux côtés de Ludovic Obraniak et de Julien Cardy. Il va alors s'imposer comme un titulaire indiscutable dans l'entrejeu messin et contribuer au titre de champion de Ligue 2 du FC Metz cette saison-là et jouer pour la première fois de sa carrière en Ligue 1 lors de l'exercice 2007-2008. Il dispute son premier match en Ligue 1 face au LOSC Lille lors de la 2e journée du championnat et inscrit son premier but dans ce championnat lors du "derby de l'Est" face au RC Strasbourg lors de la 10e journée. À l'issue du match contre l'Olympique de Marseille lors de la 33e journée, Julien François et le FC Metz sont relégués en Ligue 2. Il dispute son dernier match sous les couleurs de son club formateur lors de la 18e journée de Ligue 2 2008-2009 face à l'ESTAC Troyes au stade de l'Aube.

### Tours FC (2009-2010)
Le 31 janvier 2009, il signe un contrat de deux ans et demi au Tours FC. Il débute sous le maillot tourangeau le 6 février 2009 face au Dijon FCO au Stade de la Vallée du Cher (0-0). Le 23 janvier 2010, pour le compte d'un match en retard de la 18e journée de Ligue 2 contre le FC Istres (4-0), il marque son premier but avec le Tours FC au Stade de la Vallée du Cher.

### Havre AC (2010-2013)
À la fin de saison 2009-2010 avec le Tours FC, il signe un contrat de deux ans avec le Havre AC. Il débute sous les couleurs du HAC face à l'AC Ajaccio lors de la 2ème journée de Ligue 2 2010-2011 et livre sa première passe décisive avec son nouveau club. Son premier but, lui, intervient face à l'US Boulogne Côte d'Opale lors de la 27ème journée.

### Gazélec Ajaccio (2013-2015)
L'ex capitaine du Havre AC signe en juin 2013 au Gazélec Ajaccio, dit « son club de cœur » alors en National. Le club termine 3e du championnat à l'issue de la saison 2013-2014 et remonte donc en Ligue 2. Malgré son âge, Julien François réalise une très bonne saison en Ligue 2 et participe grandement à la montée du club d'Ajaccio jusqu'en Ligue 1. Le joueur prend définitivement sa retraite à l'issue de la saison en comptabilisant 448 matchs pour 26 buts en National, Ligue 2, Ligue 1, Coupe de France et enfin Coupe de la Ligue.

## Carrière d'entraîneur

### Adjoint au Gazélec Ajaccio (2016-2019)
Après sa retraite, Julien François devient responsable de la section jeune du Gazélec Ajaccio de juillet à novembre 2016 puis entraîneur adjoint du club de novembre 2016 à 2019.

### Première expérience au CSO Amnéville (2019-2021)
Le 5 décembre 2019, Julien François succède à Pascal Janin au poste d'entraîneur du CSO Amnéville à l'âge de 40 ans, c'est donc le premier club de sa jeune carrière d'entraîneur. Alors dernier de son groupe de National 3 à son arrivée, François réussit à maintenir le club durant 3 saisons.

### Confirmation à l'US Thionville Lusitanos (depuis 2021)
Le 28 juillet 2021, il rejoint l'US Thionville Lusitanos, tout juste fusionné en Régional 2 par l'intermédiaire du président du club thionvillois, François Ventrici, qu'il a côtoyé durant son passage au CSO Amnéville. 
À l'issue de sa première saison à la tête du club, Thionville monte en Régional 1 en écrasant son groupe de Régional 2 avec 20 victoires et 2 nuls. La saison suivante est dans la même lignée avec 17 victoires, 6 matchs nuls et 3 défaites, Thionville monte une nouvelle fois, mais en National 3 cette fois-ci. 
Lors de la saison 2023-2024, Julien François et son équipe termine champion du groupe I de National 3 et participe à un 32e de finale de Coupe de France face à l'Olympique de Marseille au stade Saint-Symphorien de Metz après avoir éliminé le club de Ligue 2 du FC Annecy à domicile au stade de Guentrange.
En plus d'être l'entraîneur le plus titré de l'histoire du club, Julien François réalise l'exploit d'être l'unique entraîneur à qualifier l'US Thionville Lusitanos deux fois d'affilée en 32es de finale de la Coupe de France, où le club affronte en 2024 au stade de Guentrange le Valenciennes FC, pensionnaire de National 1. En parallèle, il stabilise le club en National 2 en terminant 4e du championnat.

## Palmarès

### En tant que joueur
| FC Metz (1) :                   | Gazélec Ajaccio (0) :                |
| ------------------------------- | ------------------------------------ |
| - Ligue 2 (1) - Champion : 2007 | - Ligue 2 (0) - Vice-champion : 2015 |

### En tant qu'entraîneur
| US Thionville Lusitanos (3) :                                                                            |
| --- |
| - Régional 2 (1) - Champion : 2022 - Régional 1 (1) - Champion : 2023 - National 3 (1) - Champion : 2024 |